# Loreto (Santiago del Estero)
Loreto – miasto w Argentynie, w prowincji Santiago del Estero, stolica departamentu Loreto.
Według danych szacunkowych na rok 2010 miejscowość liczyła 10 996 mieszkańców.